# Tabanka (Musik)
Tabanka (Crioulo: tabanca) ist ein musikalisches Genre in Kap Verde.

## Musikalische Form

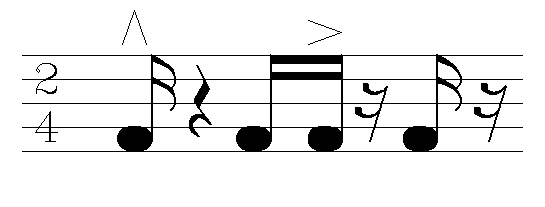
Rhythmic model of tabanka. ± 120 bpm.

Tabanka ist dadurch gekennzeichnet, dass Allegro gespielt wird und, dass es einen binären Tonumfang hat. Traditionell ist es nur Melodie.
In seiner traditionellen Form besteht es aus einem Song-Response-Gesang, bei dem ein Sänger hauptsächlich einen Vers rezitiert, der von anderen Sängern im Chor wiederholt wird. Der Rhythmus wird mit Trommeln und anderen Instrumenten wie Pfeifen und Schneckenhorn gespielt. Rhythmisch gibt es vier Varianten der Tabanca, darunter die Tabancas von Várzea, Achada Grande, Achada de Santo António (drei Stadtteile von Praia) und Chã de Tanque in Santa Catarina. Heute werden Tabankas von neueren Komponisten und Musikern in weiteren Formen komponiert.

## Geschichte

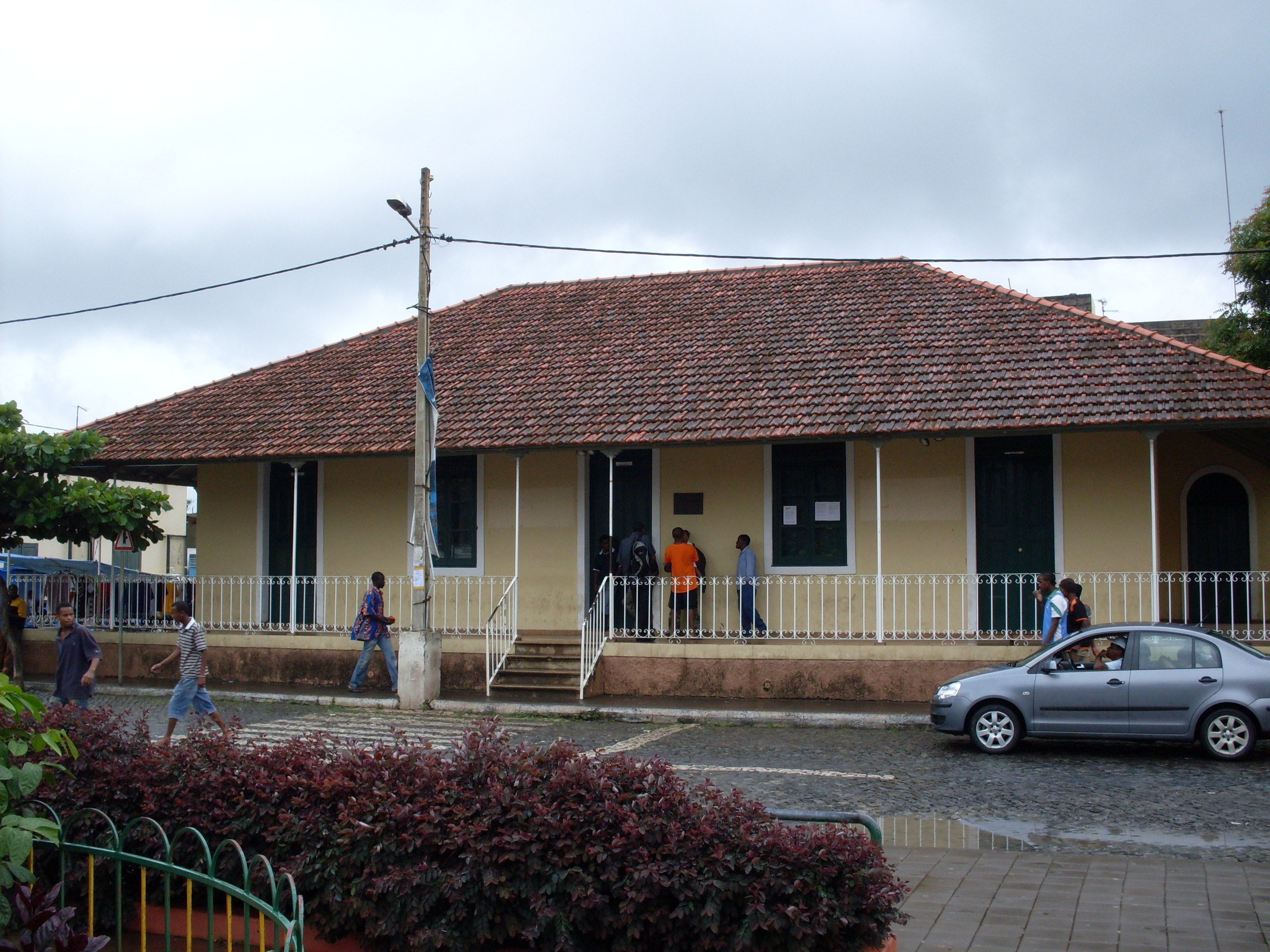
Museu da Tabanka in Assomada.

Das Wort „tabanka“ tauchte etwa im 16. Jahrhundert in portugiesischen Texten auf. Es stammte wahrscheinlich aus afrikanischen Sprachen, wohl aus dem westlichsten Teil Westafrikas. Damals wurde es von portugiesischen Seefahrern für den Bau und die Gestaltung von Befestigungen an der Küste „Guineas“ (heute etwa Guinea-Bissau) verwendet. Im guineisch-bissauischen Kreolisch bedeutet das Wort „tabanka“/„tabanca“ „Ort“ oder „Nachbarschaft“, auf den Kapverden hatte es eine andere Bedeutung.
Es wird zur Ehrung der Vorfahren aufgeführt. Die Teilnehmer verkleiden sich bunt (häufig in Anlehnung an Kleidung der Obrigkeit) und durch ihren Gesang, ihr Klatschen und Tanzen heizen sie die Menge an. Jede Tabanca hat einen König, den Rei Di Tabanka, der meist in weißer Uniform gekleidet seiner Tabanca vorangeht und das Emblem der Versammlung trägt.
Tabanka wurde seit den Anfangsjahren von der Verwaltung (aufgrund des Sklavenaufstands) und der Kirche (nicht sehr „katholisch“) bekämpft. 1896 wurde es vom Kolonialgouverneur Serpa Pinto in Praia verboten. Aufführungen in städtischen Zentren wurden verboten und das Genre verschwand langsam. Das Verbot bestand bis zur Unabhängigkeit Kap Verdes. Neben Funaná und Batuque war Tabanka ein Symbol für den Kampf um die Unabhängigkeit Kap Verdes. Danach gab es Versuche, kapverdische Musikstile wiederzubeleben. Die Wiederbelebung war jedoch nicht so erfolgreich wie beim Funaná in den 1980er Jahren oder Batuque zu Beginn dieses Jahrhunderts.

## Bedeutung
Tabanca ist ein kulturelles Ereignis und geht weit über den schlichten Musikvortrag hinaus. Es gibt auch eine Reihe anderer Aktivitäten, die damit verbunden sind. Auf der Insel Maio gibt es eine Art des Tabanka, die beliebter ist als die in Santiago. Die Tabanka-Feierlichkeiten dort beginnen meist am 3. Mai und finden an den Feiertagen von Mai bis Juli statt.
Pedro Cardoso schreibt auch, dass Tabanka eine Form der gegenseitigen Unterstützung ist. Die Tabanka-Vereinigung gibt mit einerm bestimmten Zitat.
Das Museu da Tabanka (Tabanka-Museum) in Assomada in Santiago macht den Musikstil bekannt. Ein weiteres Museu da Tabanka befindet sich in Chão de Tanque.
Der Musikstil wurde in dem Kurzfilm Buska Santu von 2016 dargestellt.

## Beispiele
- „Tabanca“ von Os Tubarões auf dem Album Tabanca (1980)
- „Puêra na odju“ von Zezé di Nha Reinalda von Finaçon auf dem Album Farol (Ed. Mélodie – 1992)
- „Tabanca“ von Orlando Pantera
- „Nha nobo“ von Simentera auf dem Album Barro e Voz (Ed. Mélodie, Paris – 1997)